# Домінік Бушар
Домінік Бушар (англ. Dominique Bouchard, 29 травня 1991) — канадська плавчиня.
Учасниця Олімпійських Ігор 2016 року.
Переможниця Панамериканських ігор 2015 року.